# Klara Hammarström
Klara Lovisa Hammarström (Stoccolma, 20 aprile 2000) è una cantante svedese.

## Biografia
Nata nella capitale svedese e cresciuta a Delsbo nel nord del paese, Klara Hammarström è cresciuta in una numerosa famiglia con altri nove fratelli e sorelle accomunati dalla passione per l'ippica, sport che ha praticato a livello agonistico. Nel 2019, insieme alla sua famiglia, ha fatto parte del cast del reality di SVT Familjen Hammarström; nello stesso anno ha avviato la sua carriera musicale con il singolo Break Up Song.
Klara Hammarström è stata selezionata da SVT per partecipare a Melodifestivalen 2020, annuale rassegna musicale che funge da selezione svedese per l'Eurovision Song Contest, ma con il suo inedito Nobody non ha superato le semifinali. L'anno successivo ha avuto più fortuna con Beat of Broken Hearts, che ha conquistato il 6º posto nella finale e ha raggiunto la 10ª posizione della Sverigetopplistan, venendo inoltre certificato disco d'oro dalla IFPI Sverige con oltre 40 000 unità vendute a livello nazionale. Nel 2022 la cantante si è ripresentata a Melodifestivalen per il terzo anno consecutivo, questa volta vincendo la sua semifinale e qualificandosi direttamente per la finale con Run to the Hills, classificandosi nuovamente al 6º posto. Nel 2025 è ritornata al Melodifestivalen per la quarta volta con la canzone On and On and On classificandosi al 4º posto.

## Discografia

### Singoli
- 2019 – Break Up Song
- 2019 – You Should Know Me Better
- 2020 – Nobody
- 2020 – The One (con Mohombi)
- 2020 – Oh My Oh My
- 2020 – DNA
- 2020 – Riding Home for Christmas
- 2021 – Beat of Broken Hearts
- 2021 – Make a Wish (con Liamoo)
- 2022 – Guld, svett & tårar (con Liamoo)
- 2022 – Run to the Hills
- 2022 – Lose My Cool (con Faustix)
- 2022 – Bye Bye Bye (con Helion)
- 2022 – Bang My Head (con Rasmus Gozzi)
- 2023 – Everytime We Touch
- 2024 – One Of Us
- 2024 – Mad
- 2024 – Til It Feels Alright
- 2024 – Do It for Love
- 2024 – Can't Get Enough (Dr. Feelgood) (con Tribbs)
- 2025 – On and On and On